# 아싸가 알아버렸다
《아싸가 알아버렸다》는 매주 월요일 곰브가 다음 웹툰에서 연재하는 웹툰이다.